# Helena Lindgren
Helena Lindgren, właśc. Helena Holopainen (ur. 2 maja 1957 w Helsinkach) – fińska aktorka, piosenkarka i charakteryzatorka, siostra piosenkarza Heimo Holopainena.

## Życiorys
Córka Helvi i Gunnara Holopainena. Karierę filmową rozpoczęła w 1976, występując w komedii Lottovoittaja UKK Turhapuro. W tym czasie występowała w programach telewizyjnych, śpiewając popularne przeboje. Ma na swoim koncie role w kilkunastu filmach, w tym w znanym w Finlandii serialu Missä olet Peter Aava?. W latach 2008–2010 występowała w teatrze. W 2013 wystąpiła w fińskiej edycji programu Dancing on ice, wspólnie z Tommi Piiroinenem.
W 1997 ukazał się album Heleny Lindgren nagrany wspólnie z orkiestrą Pentti Laasanena: Laziest Gal In Town, zawierający dwanaście utworów, głównie jazzowych. Dziesięć lat później Lindgren wydała album Kiss.
W ostatnich latach poświęciła się pisaniu książek poświęconych sztuce makijażu i trosce o urodę w wieku dojrzałym. W 2002 wydała wspomnienia pt. Helena.
Przez dwadzieścia lat była żoną piosenkarza i choreografa Jormy Uotinena, z którym rozwiodła się w 1999.

## Role filmowe
- 1976: Lottovoittaja UKK Turhapuro
- 1982: Ylioppilas ja piru
- 1982: Jousiampuja jako dziewczyna w klubie Tavastia
- 1983: Jon jako kelnerka
- 2000: Staffan Snellin suojelusenkeli
- 2001: Tango Kabaree jako charakteryzatorka
- 2002: Semesterplaner jako urzędniczka
- 2002: Missä olet Peter Aava?

## Dyskografia
- 1997: Laziest Gal In Town
- 2007: Kiss